# Filmjahr 1932
Liste der Filmjahre

◄◄ | ◄ | 1928 | 1929 | 1930 | 1931 | Filmjahr 1932 | 1933 | 1934 | 1935 | 1936 | ► | ►►

Weitere Ereignisse

## Ereignisse

### Uraufführungen
- 2. Februar: In New York wird Josef von Sternbergs Film Shanghai-Express mit Marlene Dietrich in der Hauptrolle uraufgeführt.
- 17. März: Der französische Antikriegsfilm Les Croix de Bois (Die hölzernen Kreuze) von Raymond Bernard, der auf der gleichnamigen Autobiografie von Roland Dorgelès basiert, hat in Anwesenheit von Staatspräsident Paul Doumer im Moulin Rouge seine Uraufführung. Der Film wird noch im gleichen Jahr durch die Bayerische Filmgesellschaft m.b.H. im Emelka Konzern in die deutschen Kinos gebracht, aber bereits 1933 wegen „Gefährdung lebenswichtiger Interessen des Staates“ verboten.
- 25. März: Im Film Tarzan, der Affenmensch, der an diesem Tag in New York uraufgeführt wird, verkörpert der Schwimmolympiasieger Johnny Weissmüller zum ersten Mal den Urwaldmenschen Tarzan. Auch dieser Film wird in Deutschland 1933 verboten.
- 31. März: In den USA erfolgt die Uraufführung von Scarface. Diese unter der  Regie von Howard Hawks entstandene Produktion gilt als ein zentrales Werk des US-amerikanischen Gangsterfilms. In der Hauptrolle ist Paul Muni zu sehen.

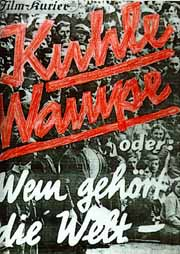
Poster Kuhle Wampe

- 14. Mai: Der Spielfilm Kuhle Wampe oder: Wem gehört die Welt? von Regisseur Slatan Dudow mit dem Drehbuch von Bertolt Brecht wird in Moskau in der im Deutschen Reich verbotenen Originalfassung uraufgeführt. In Deutschland ist ab 30. Mai nur eine stark zensurierte Fassung zu sehen.
- 25. Mai: Die Disneyfigur Goofy hat im Zeichentrickfilm Mickey’s Revue unter dem Namen Dippy Dawg ihren ersten Auftritt.
- 30. Juli: Der in Technicolor produzierte Kurzfilm Flowers and Trees wird in der Reihe der Silly-Symphonies-Filme uraufgeführt. Er wird später Walt Disney den ersten Oscar in der Rubrik Bester animierter Kurzfilm einbringen.

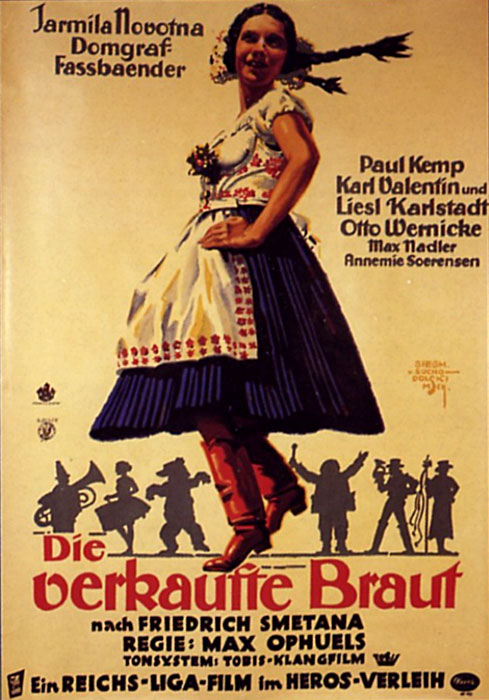
Filmplakat Die verkaufte Braut

- 18. August: Als Erster Operntonfilm – Welturaufführung angekündigt hat der Film Die verkaufte Braut, entstanden unter der Regie von Max Ophüls, in München Premiere. Die Verfilmung der gleichnamigen Oper von Bedřich Smetana erhält ausgezeichnete Kritiken.

### Unternehmensgründungen
- 6. Januar: Die Filmproduktionsfirma Union-Tonfilm wird in Berlin gegründet.

### Erfolgreichste Filme
Die zehn erfolgreichsten Filme an den US-amerikanischen Kinokassen nach Einspielergebnis.
| Platz | Filmtitel             | Einspielergebnis in US-Dollar |       |
| ----- | --------------------- | ----------------------------- | ----- |
| 1.    | The Sign of the Cross | 2.738.993                     | [ 1 ] |
| 2.    | The Kid from Spain    | 2.621.000                     | [ 2 ] |
| 3.    | Emma                  | 1.409.000                     | [ 3 ] |
| 4.    | Hell Divers           | 1.244.000                     | [ 3 ] |
| 5.    | Grand Hotel           | 1.235.000                     | [ 3 ] |
| 6.    | Prosperity            | 1.166.000                     | [ 3 ] |
| 7.    | Tarzan the Ape Man    | 1.112.000                     | [ 3 ] |
| 8.    | Smilin' Through       | 1.004.000                     | [ 3 ] |
| 9.    | Strange Interlude     | 957.000                       | [ 3 ] |
| 10.   | Horse Feathers        | 945.000                       | [ 4 ] |

### Filmfestivals und Filmpreise
- Vom 6. bis zum 21. August finden zum ersten Mal die Internationalen Filmfestspiele von Venedig statt.

#### Academy Awards
Die diesjährige Oscarverleihung findet am 18. November im Ambassador Hotel in Los Angeles statt.
- Bester Film: Grand Hotel (Menschen im Hotel) von Edmund Goulding mit unter anderem Greta Garbo, Joan Crawford und John Barrymore
- Bester Hauptdarsteller: Fredric March für Dr. Jekyll und Mr. Hyde und Wallace Beery für Der Champ

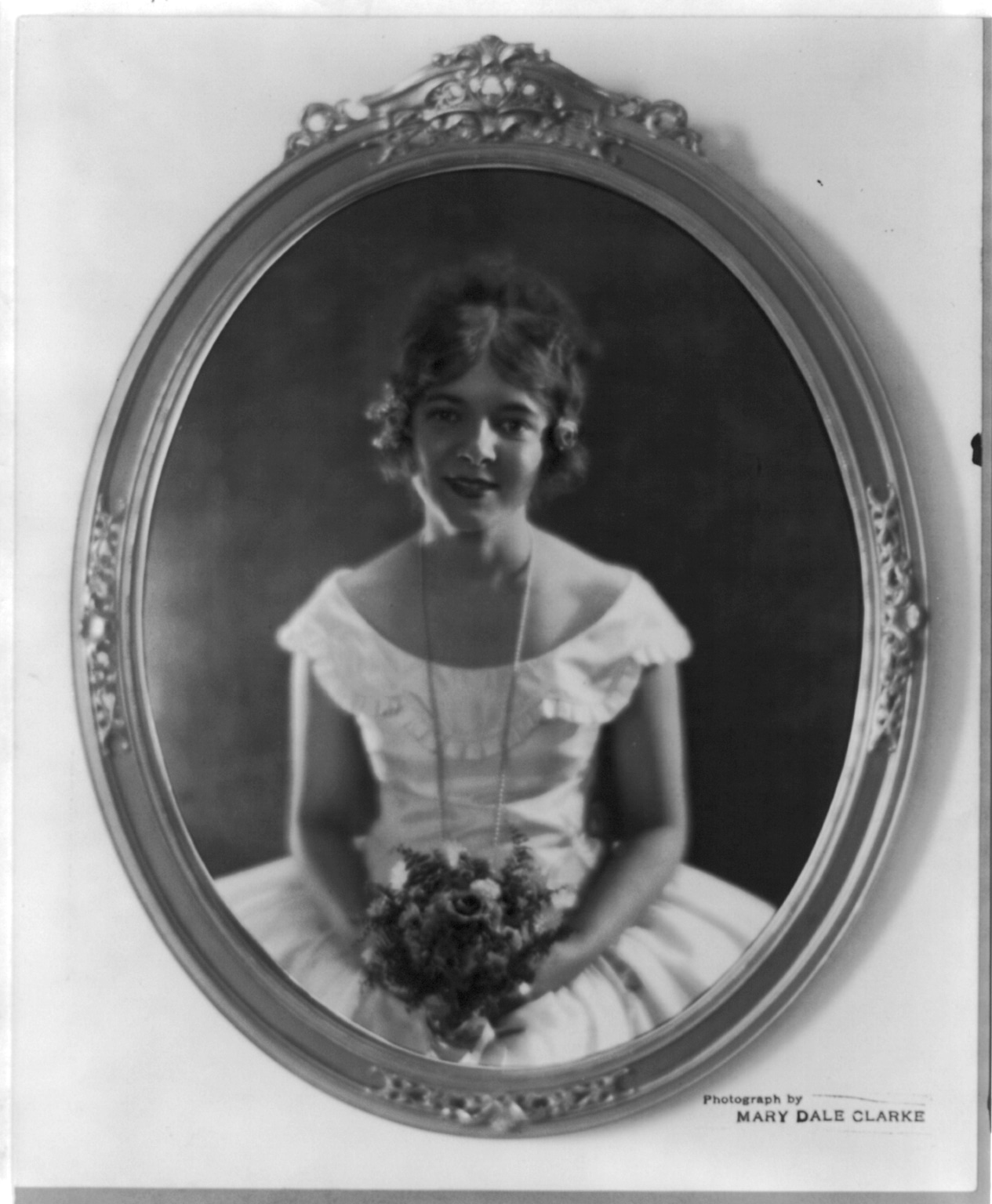
Helen Hayes

- Beste Hauptdarstellerin: Helen Hayes für Die Sünde der Madelon Claudet
- Bester Regisseur: Frank Borzage für Bad Girl
- Ehrenoscar: Walt Disney

Vollständige Liste der Preisträger

#### Weitere Filmpreise und Auszeichnungen
- National Board of Review: Jagd auf James A. (I Am a Fugitive from a Chain Gang) von Mervyn LeRoy
- Photoplay Award: Liebesleid (Smilin’ Through) von Sidney Franklin

## Geboren

### Januar/Februar
- 03. Januar: Dabney Coleman, US-amerikanischer Schauspieler († 2024)
- 04. Januar: Carlos Saura, spanischer Regisseur († 2023)
- 08. Januar: Lívia Gyarmathy, ungarische Regisseurin († 2022)
- 11. Januar: Alfonso Arau, mexikanischer Regisseur
- 19. Januar: Richard Lester, US-amerikanischer Regisseur
- 21. Januar: Dieter Kirchlechner, österreichischer Schauspieler

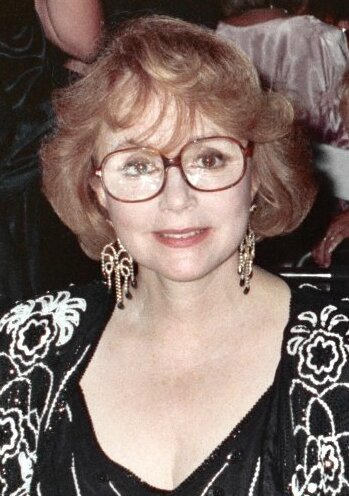
Piper Laurie (* 22. Januar)

- 22. Januar: Piper Laurie, US-amerikanische Schauspielerin († 2023)

- 03. Februar: Peggy Ann Garner, US-amerikanische Schauspielerin († 1984)
- 06. Februar: François Truffaut, französischer Regisseur († 1984)
- 08. Februar: John Williams, US-amerikanischer Komponist
- 11. Februar: Paul Comi, US-amerikanischer Schauspieler († 2016)
- 14. Februar: Harriet Andersson, schwedische Schauspielerin
- 14. Februar: Alexander Kluge, deutscher Regisseur

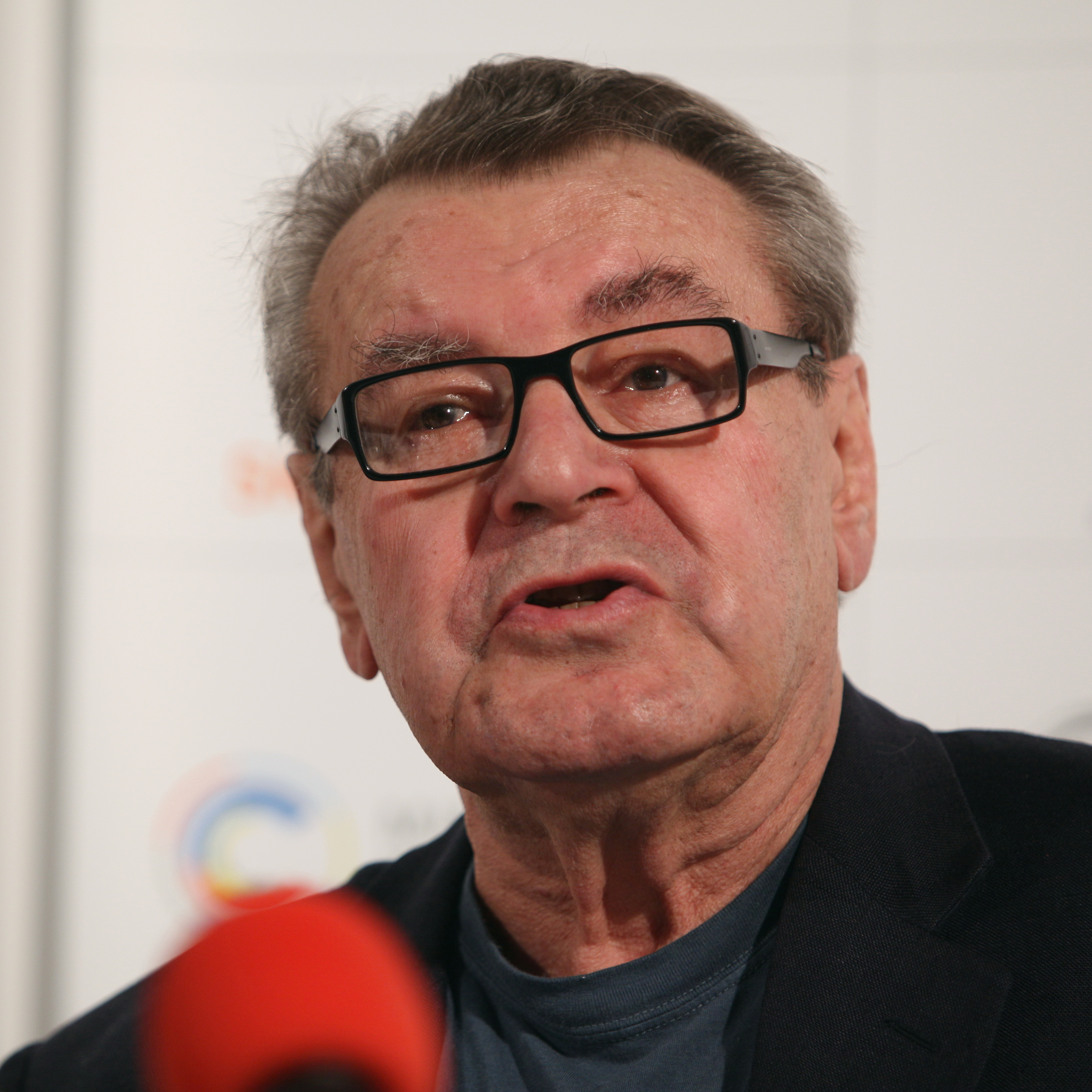
Miloš Forman (* 18. Februar)

- 18. Februar: Miloš Forman, tschechischer Regisseur († 2018)
- 23. Februar: Majel Barrett, US-amerikanische Schauspielerin († 2008)
- 24. Februar: Michel Legrand, französischer Komponist († 2019)
- 26. Februar: Johnny Cash, US-amerikanischer Sänger, Komponist und Schauspieler († 2003)

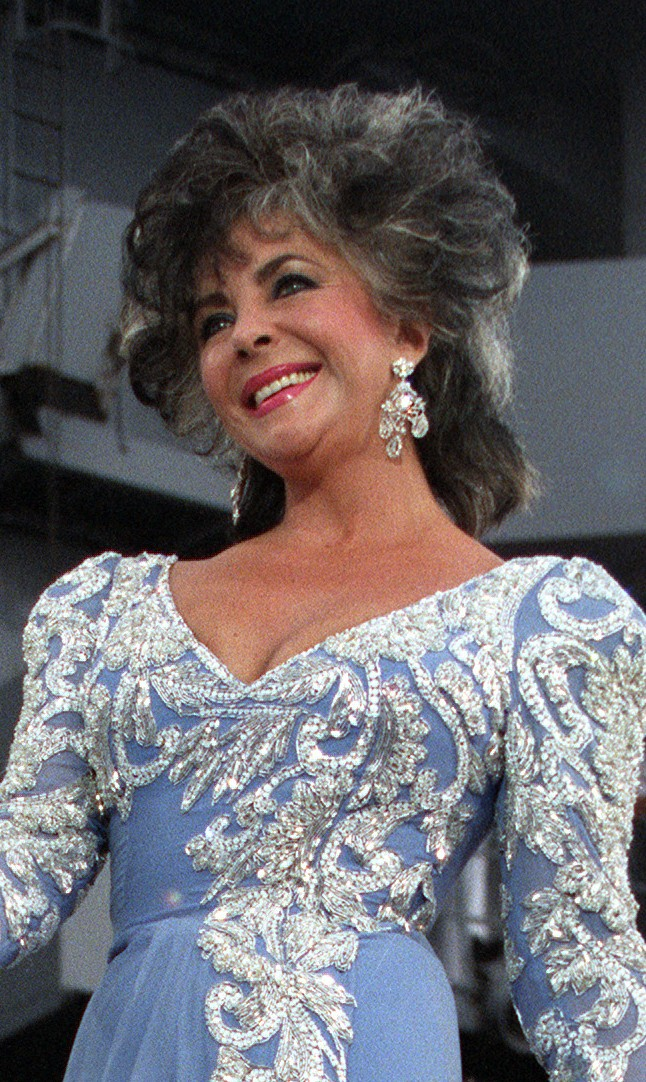
Elizabeth Taylor (* 27. Februar)

- 27. Februar: Elizabeth Taylor, US-amerikanisch-britische Schauspielerin († 2011)
- 28. Februar: Don Francks, kanadischer Schauspieler († 2016)

### März/April
- 02. März: Sheila Ramani, indische Schauspielerin († 2015)
- 15. März: Jerzy Hoffman, polnischer Regisseur
- 26. März: Stefan Wigger, deutscher Schauspieler († 2013)
- 29. März: Gerd Baltus, deutscher Schauspieler († 2019)
- 31. März: Nagisa Ōshima, japanischer Regisseur und Drehbuchautor  († 2013)

- 02. April: Diane Cilento, australische Schauspielerin († 2011)
- 02. April: Siegfried Rauch, deutscher Schauspieler († 2018)

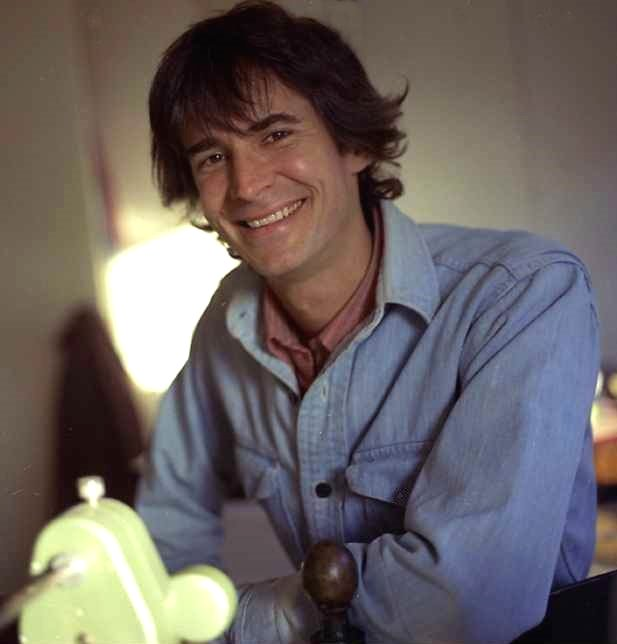
Anthony Perkins (* 4. April)

- 04. April: Anthony Perkins, US-amerikanischer Schauspieler († 1992)
- 04. April: Andrej Tarkowskij, sowjetischer Regisseur († 1986)
- 06. April: Helmut Griem, deutscher Schauspieler († 2004)
- 08. April: Jean-Paul Rappeneau, französischer Regisseur
- 10. April: Hari Rhodes, US-amerikanischer Schauspieler († 1992)
- 10. April: Delphine Seyrig, französische Schauspielerin († 1990)

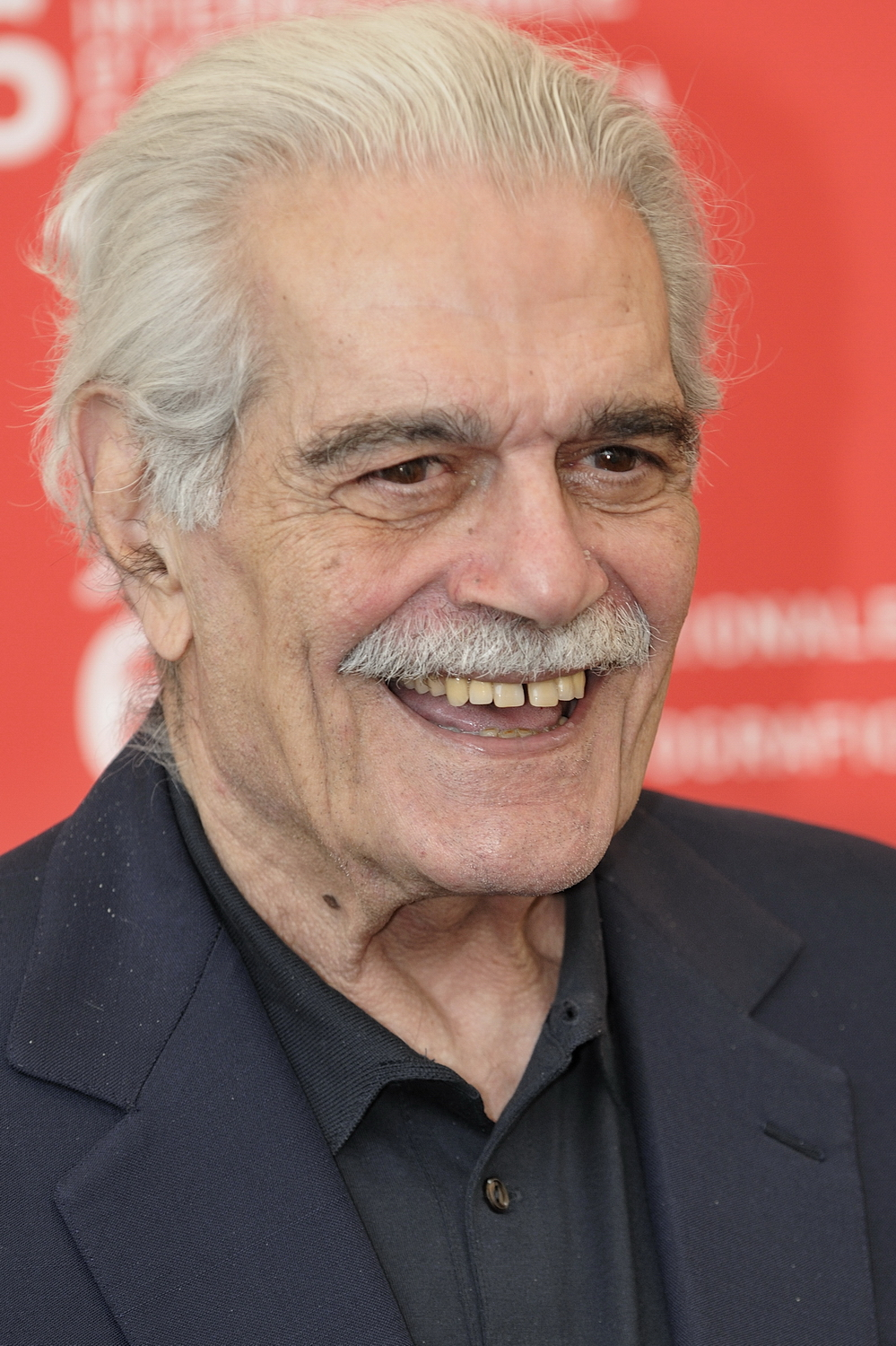
Omar Sharif (* 10. April)

- 10. April: Omar Sharif, ägyptischer Schauspieler († 2015)
- 10. April: Blaze Starr, US-amerikanische Tänzerin und Schauspielerin († 2015)
- 11. April: Joel Grey, US-amerikanischer Schauspieler
- 11. April: Pierre Michaël, französischer Schauspieler († 2001)
- 12. April: Jean-Pierre Marielle, französischer Schauspieler († 2019)
- 26. April: Roland Dressel, deutscher Kameramann († 2021)
- 26. April: Francis Lai, französischer Komponist († 2018)

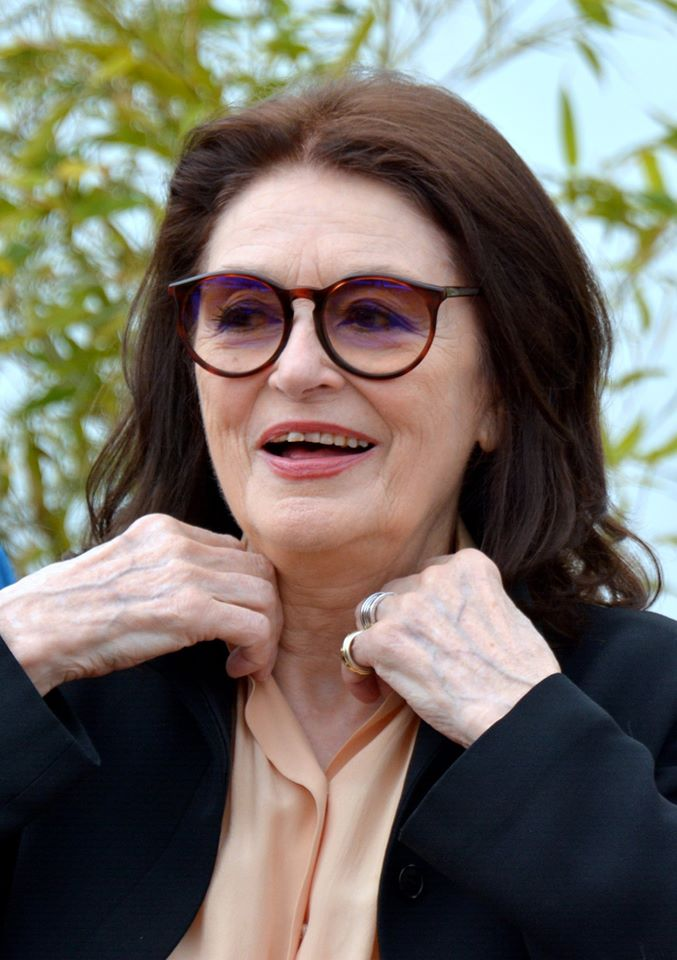
Anouk Aimée, 2019

- 27. April: Anouk Aimée, französische Schauspielerin († 2024)

### Mai/Juni
- 02. Mai: Bruce Glover, US-amerikanischer Schauspieler († 2025)
- 03. Mai: Robert Osborne, US-amerikanischer Filmjournalist, -historiker und Schauspieler († 2017)
- 06. Mai: Alexander Beljawski, russischer Schauspieler († 2012)
- 07. Mai: Hans Boskamp, niederländischer Schauspieler († 2011)
- 08. Mai: Phyllida Law, britische Schauspielerin
- 09. Mai: Roger Dumas, französischer Schauspieler († 2016)
- 09. Mai: Geraldine McEwan, britische Schauspielerin († 2015)
- 10. Mai: Alec Mills, britischer Kameramann († 2024)
- 15. Mai: John Glen, britischer Regisseur
- 18. Mai: Dean Tavoularis, US-amerikanischer Szenenbildner
- 21. Mai: Gabriele Wohmann, deutsche Schriftstellerin, Drehbuchautorin und Regisseurin († 2015)
- 24. Mai: Arnold Wesker, britischer Drehbuchautor († 2016)
- 26. Mai: Frank Beyer, deutscher Regisseur († 2006)

- 06. Juni: Billie Whitelaw, britische Schauspielerin († 2014)
- 09. Juni: Heinrich Kraus, deutscher Drehbuchautor († 2015)
- 10. Juni: Branko Lustig, kroatisch-amerikanischer Produzent und Schauspieler († 2019)
- 17. Juni: Peter Lupus, US-amerikanischer Schauspieler
- 19. Juni: Marisa Pavan, italienische Schauspielerin († 2023)
- 21. Juni: Lalo Schifrin, argentinischer Komponist († 2025)
- 22. Juni: Franz Rath, deutscher Kameramann († 2020)
- 22. Juni: Prunella Scales, britische Schauspielerin
- 24. Juni: George Gruntz, schweizerischer Komponist († 2013)
- 25. Juni: George Sluizer, niederländischer Regisseur, Produzent und Drehbuchautor († 2014)
- 28. Juni: Pat Morita, US-amerikanischer Schauspieler († 2005)

### Juli/August
- 07. Juli: Paul Massie, kanadischer Schauspieler († 2011)
- 07. Juli: Irving Saraf, polnisch-israelischer Regisseur († 2012)
- 08. Juli: Barbara Loden, US-amerikanische Schauspielerin († 1980)
- 09. Juli: Heinz Petters, österreichischer Schauspieler († 2018)
- 15. Juli: Giuseppe Ferrara, italienischer Kritiker, Dokumentarfilmer und Regisseur († 2016)
- 17. Juli: Wojciech Kilar, polnischer Komponist († 2013)
- 18. Juli: Jewgeni Jewtuschenko, sowjetischer bzw. russischer Schauspieler, Drehbuchautor und Regisseur  († 2017)

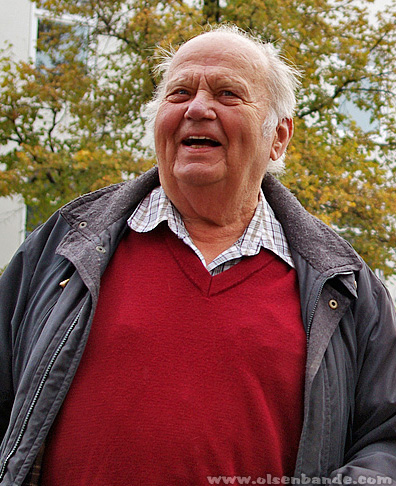
Ove Verner Hansen (* 20. Juli)

- 20. Juli: Ove Verner Hansen, dänischer Schauspieler († 2016)
- 24. Juli: Edith Elmay, österreichische Schauspielerin († 2020)
- 27. Juli: Erik Veldre, deutscher Schauspieler († 2023)
- 29. Juli: Mike Hodges, britischer Regisseur († 2022)
- 30. Juli: Edd Byrnes, US-amerikanischer Schauspieler († 2020)

- 02. August: Peter O’Toole, irischer Schauspieler († 2013)
- 07. August: Edward Hardwicke, britischer Schauspieler († 2011)
- 10. August: Murray Melvin, britischer Schauspieler († 2023)
- 11. August: Keiko Kishi, japanische Schauspielerin
- 15. August: Abby Dalton, US-amerikanische Schauspielerin († 2020)
- 20. August: Fred Personne, französischer Schauspieler († 2014)
- 24. August: William Morgan Sheppard, britischer Schauspieler († 2019)

### September/Oktober
- 03. September: Eileen Brennan, US-amerikanische Schauspielerin († 2013)
- 05. September: Carol Lawrence, US-amerikanische Schauspielerin und Sängerin
- 10. September: Bo Goldman, US-amerikanischer Drehbuchautor († 2023)
- 13. September: Radoslav Brzobohatý, tschechischer Schauspieler († 2012)
- 16. September: George Chakiris, US-amerikanischer Schauspieler
- 18. September: Ulrich Gregor, deutscher Filmhistoriker
- 20. September: Edward J. Lakso, US-amerikanischer Drehbuchautor und Produzent († 2009)
- 20. September: Roger Kahane, französischer Regisseur und Drehbuchautor († 2013)
- 21. September: Mickey Kuhn, US-amerikanischer Schauspieler († 2022)
- 26. September: Richard Herd, US-amerikanischer Schauspieler († 2020)
- 29. September: Robert Benton, US-amerikanischer Regisseur, Drehbuchautor und Filmproduzent († 2025)
- 30. September: Heinz Behrens, deutscher Schauspieler († 2022)

- 02. Oktober: Masanobu Deme, japanischer Regisseur († 2016)
- 04. Oktober: Felicia Farr, US-amerikanische Schauspielerin
- 05. Oktober: Johanna Matz, österreichische Kammerschauspielerin († 2025)
- 13. Oktober: Dušan Makavejev, jugoslawischer Regisseur († 2019)
- 20. Oktober: William Christopher, US-amerikanischer Schauspieler († 2016)
- 22. Oktober: Sheila Allen, britische Schauspielerin († 2011)
- 23. Oktober: Dimitra Arliss, US-amerikanische Schauspielerin († 2012)
- 27. Oktober: Jean-Pierre Cassel, französischer Schauspieler († 2007)
- 27. Oktober: Rudolf Donath, deutscher Schauspieler († 2016)
- 30. Oktober: Louis Malle, französischer Regisseur († 1995)

### November/Dezember
- 01. November: Edgar Reitz, deutscher Regisseur
- 07. November: Derek Vanlint, kanadischer Kameramann und Regisseur († 2010)
- 08. November: Stéphane Audran, französische Schauspielerin († 2018)
- 10. November: Paul Bley, kanadischer Komponist († 2016)

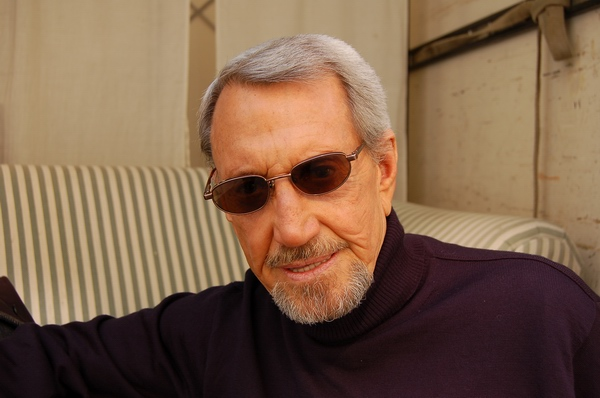
Roy Scheider (* 10. November)

- 10. November: Roy Scheider, US-amerikanischer Schauspieler († 2008)
- 13. November: Richard Mulligan, US-amerikanischer Schauspieler († 2000)
- 14. November: Gunter Sachs, deutsch-schweizerischer Regisseur († 2011)
- 20. November: Richard Dawson, britischer Schauspieler († 2012)
- 22. November: Robert Vaughn, US-amerikanischer Schauspieler († 2016)
- 28. November: Gato Barbieri, argentinischer Komponist († 2016)

- 07. Dezember: Ellen Burstyn, US-amerikanische Schauspielerin
- 13. Dezember: Tatsuya Nakadai, japanischer Schauspieler
- 14. Dezember: Abbe Lane, US-amerikanische Schauspielerin und Sängerin
- 18. Dezember: Roger Smith, US-amerikanischer Schauspieler, Produzent und Drehbuchautor († 2017)
- 20. Dezember: John Hillerman, US-amerikanischer Schauspieler († 2017)
- 21. Dezember: Ilja Zeljenka, slowakischer Komponist († 2007)
- 28. Dezember: Nichelle Nichols, US-amerikanische Schauspielerin († 2022)
- 29. Dezember: Inga Swenson, US-amerikanische Schauspielerin († 2023)
- 30. Dezember: Paolo Villaggio, italienischer Schauspieler († 2017)

## Gestorben
- 08. Februar: Ferry Sikla, deutscher Schauspieler (* 1865)

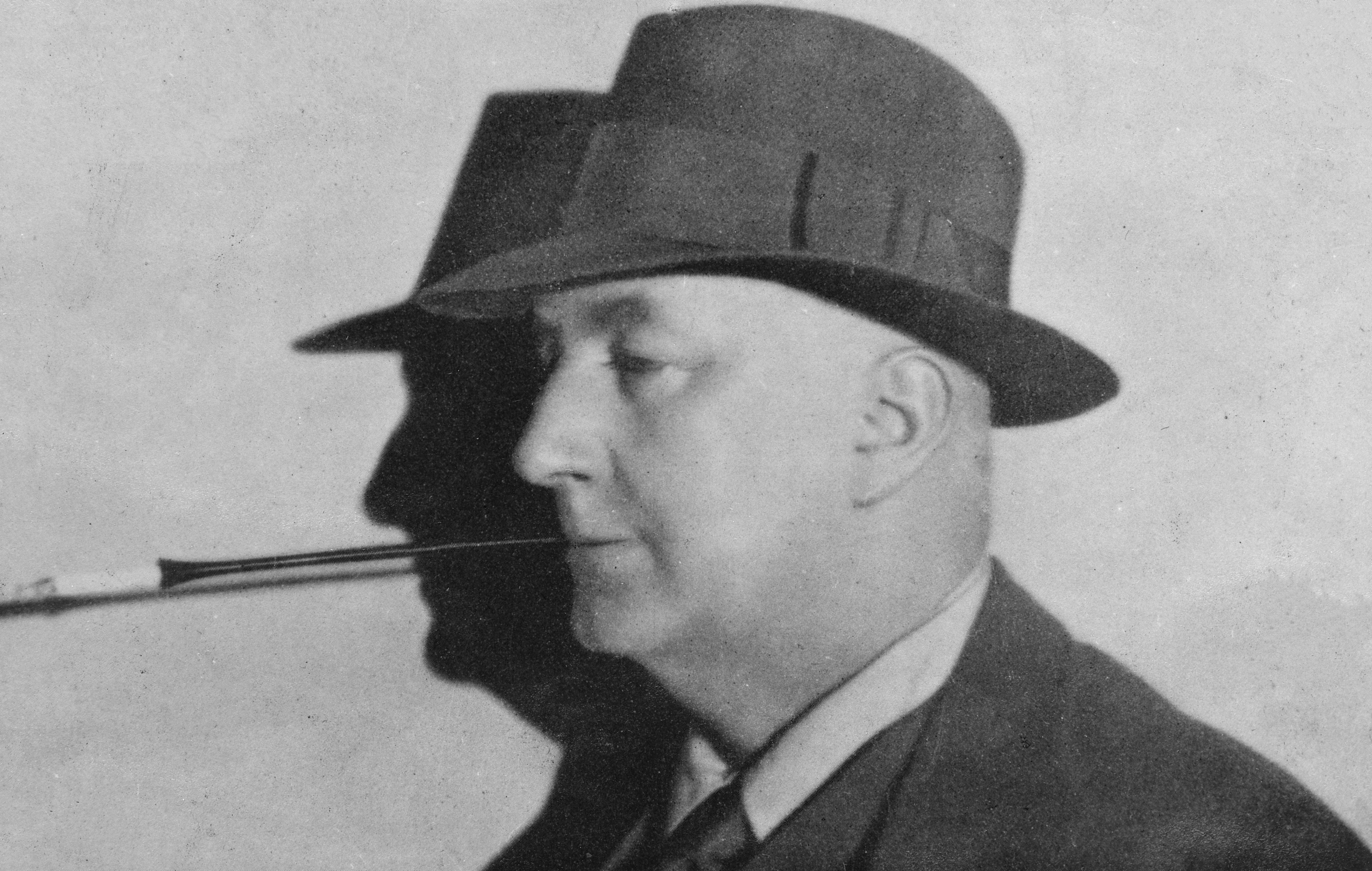
Edgar Wallace, um 1900

- 10. Februar: Edgar Wallace, britischer Krimiautor (* 1875)
- 06. April: Gustav Botz, deutscher Schauspieler (* 1857)
- 27. April: Franz Porten, deutscher Filmpionier (* 1859)
- 30. Juni: Bruno Kastner, deutscher Schauspieler (* 1890)
- 22. Juli: Hans Mühlhofer, deutscher Schauspieler, Hörspielsprecher und Rezitator (* 1878)
- 09. August: Jean-Aimé LeRoy, US-amerikanischer Filmtechnikpionier (* 1854)
- 17. August: Carl Goetz, österreichischer Schauspieler (* 1862)
- 05. September: Paul Bern, US-amerikanischer Produzent (* 1889)
- 04. November: Belle Bennett, US-amerikanische Schauspielerin (* 1891)
- 23. November: Otto Stransky, österreichischer Komponist (* 1889)